# Franklyn Duarte
Franklyn Leonardo Duarte (San Cristóbal, estado Táchira) es un político, actual diputado a la Asamblea Nacional.

## Diputado
Duarte asumió el cargo de diputado después de que la diputada principal, Laidy Gómez, fuese electa gobernadora del estado Táchira. Duarte ha recibido reiteradas amenazas por parte de Freddy Bernal, y el 24 de abril de 2019 denunció que grupos violentos marcaron la casa de varios dirigentes opositores en el estado con el acrónimo del Ejército de Liberación Nacional, junto a la suya, cuyo portón fue arremetido con piedras. Duarte también denunció que se dejaron panfletos debajo de las puertas de las viviendas con su nombre y el de otros políticos opositores en los cuales los acusan como «terroristas».
Una gira por Europa en abril de 2019 dirigida por Luis Parra y otros cinco diputados de la oposición lo colocó como disidente ante la bancada opositora denunciados en diciembre de ese año, a su paso por Bulgaria, Portugal, Liechtenstein e incluía Francia, Alemania, Suiza y España donde abogaron por los empresarios colombianos Alex Saab y Álvaro Pulido colocando certificados de buena conducta, denunciados por la Fiscal Luisa Ortega Díaz de corrupción.  El 5 de enero de 2020, durante elección de la Comisión Delegada de la Asamblea Nacional de Venezuela, es escogido primer vicepresidente de la Asamblea Nacional por Luis Parra, en un acto denunciado como nulo por la mayoría opositora. Franklyn Duarte ha sido sometido a sanciones por parte de la Unión Europea y de los Estados Unidos. También fue pasado al consejo disciplinario de su partido Copéi.
Por lo sucedido el 5 de enero, el partido político COPEI de la mano de Roberto Enríquez decide relevarlo de la dirección política del partido y de toda militancia en el mismo. Sin embargo, es acogido por la directiva ad hoc del Copei intervenido de Miguel Salazar.
A su vez, cuando el 3 de julio del 2022 se llevó a cabo la Marcha del Orgullo en Caracas, Venezuela. El diputado Duarte pretendía aplicar la Ley Catar en Venezuela, creando rechazo por parte de la Comunidad LGBT, que marcharon en un país conservador, religioso, considerado estado laico.
Actualmente Duarte defiende que hay que «derrotar al comunismo que atribuye a Nicolás Maduro por la vía pacífica, electoral, constitucional y democrática».